# Gare d'Entressen
La gare d'Entressen est une gare ferroviaire française, fermée, de la ligne de Paris-Lyon à Marseille-Saint-Charles, située sur le territoire de la commune d'Istres, dans le département des Bouches-du-Rhône en région Provence-Alpes-Côte d'Azur. 

## Situation ferroviaire
Établie à 46 m d'altitude, la gare d'Entressen est située au point kilométrique (PK) 804,584 de la ligne de Paris-Lyon à Marseille-St-Charles.

## Histoire
Le tronçon d'Avignon à Marseille est concédé le 24 juillet 1843 à Paulin Talabot, Joseph Ricard, Chaponnière et Étienne Émilien Rey de Foresta, suivant les clauses du cahier des charges du 31 mars 1843, modifié le 12 juin. La Compagnie du chemin de fer d'Avignon à Marseille ouvre la ligne par tronçons successifs et la gare d'Entressen est mise en service avec le tronçon de Rognonas à Saint-Chamas le 18 octobre 1847. Comme la ligne, la gare est ensuite exploitée par la Compagnie des chemins de fer de Paris à Lyon et à la Méditerranée (PLM). 
Elle sera fermée au service des voyageurs à partir de 1938. Les quais ont été démolis et le bâtiment de la gare a été converti en habitation. Néanmoins elle reste aujourd'hui encore ouverte au service des marchandises. Le service des marchandises à Entressen est à son tour abandonné en 1965. 